# Zamek Kiszewski
Zamek [pronunciación en polaco: /ˈzamɛk kiˈʂɛfski/] (en alemán Schloß Kischau) es una aldea ubicada en el distrito administrativo de Gmina Stara Kiszewa, dentro del condado de Kościerzyna, Voivodato de Pomerania, en el norte de Polonia. Se encuentra a unos 2 kilómetros al este de Stara Kiszewa, a 21 kilómetros al sureste de Kościerzyna, y a 52 kilómetros al suroeste de la capital regional Gdańsk.
El pueblo tiene una población de 216 habitantes.